# Episodi di Junjō romantica
Questa voce contiene la lista degli episodi dell'anime Junjō romantica, ispirato all'omonimo manga yaoi di Shungiku Nakamura. La prima stagione, composta da 12 episodi e prodotta dallo Studio Deen, è stata trasmessa dal 10 aprile al 26 giugno 2008. Una seconda stagione da 12 episodi, prodotta sempre dal medesimo studio, è stata trasmessa dall'11 ottobre al 27 dicembre 2008. Una terza stagione è stata trasmessa tra luglio e settembre 2015, per un totale di 12 episodi.

## Lista episodi

### Prima stagione
| Nº | Titolo italiano (traduzione letterale) Giapponese 「Kanji」 - Rōmaji | In onda        | In onda |
| Nº | Titolo italiano (traduzione letterale) Giapponese 「Kanji」 - Rōmaji | Giapponese     |         |
| 1  | La realtà supera la fantasia 「事実は小説よりも奇なり」 - Jijitsu wa shōsetsu yori mo ki nari | 10 aprile 2008 |         |
| 1  | Takahashi non sta andando molto bene a scuola, pertanto suo fratello decide di fargli avere come tutore il suo eccentrico amico Usami (soprannominato Usagi-coniglio). A casa di Usami, il ragazzo scopre un romanzo d'amore appena scritto con protagonisti proprio Usami e suo fratello: chiede spiegazioni e come risposta lo scontroso Usami lo trascina a letto tentando di molestarlo. Col tempo i suoi risultati scolastici risultano notevolmente migliorati, e nel ragazzo cresce la simpatia per il giovane uomo, il quale soffre per un amore non corrisposto proprio nei confronti del fratello di Takahashi. Dal momento in cui Takahiro annuncia il suo fidanzamento, Usami e Takahashi iniziano sempre più ad avvicinarsi sentimentalmente tra loro. Quando Takahiro e la moglie decidono improvvisamente di trasferirsi ad Osaka, Takahashi sceglie di rimanere a vivere nella casa di Usami; in cambio dell'ospitalità gli farà tutti i lavoretti domestici (il bucato, lavare i piatti, preparargli la cena e lavare il pavimento). Mangiando attorno allo stesso tavolo già si sentono quasi come fossero una famiglia. |                |         |
| 2  | È inutile piangere sul latte versato 「後悔先に立たず」 - Kōkai saki ni tatazu | 17 aprile 2008 |         |
| 2  | È passato un mese da quando Takahashi è andato a vivere nella casa di Usami; nel frattempo è stata accettato la sua candidatura a dipartimento di "Economia e Commercio" presso l'università Mitsuhashi. Ma fin dal secondo giorno di scuola tutti sembrano comportarsi in modo davvero strano verso di lui, cercando d'evitarlo in tutti i modi. Il suo nuovo amico Keiichi lo informa che probabilmente il motivo è dato dal fatto che l'hanno visto in compagnia dal famoso scrittore in una macchina sportiva rossa. Usami si comporta subito in maniera gelosa e possessiva, fino a che Takahashi sbotta chiedendogli se lo sta usando solamente come un sostituto del fratello. Arrivati a casa Usami lo trascina a letto affermando che non permetterà mai a nessun altro di toccarlo; il giovane scrittore si rende presto conto di quanto si sia già innamorato di Takahashi e lo stesso ragazzo inizia a provare qualcosa che non aveva mai sentito prima nei confronti di nessun altro. Entrambi stanno cambiando in meglio. |                |         |
| 3  | Bussate e vi sarà aperto 「叩けよさらば開かれん」 - Tatakeyo saraba hirakaren | 24 aprile 2008 |         |
| 3  | Hiroki seduto in un parco sta pensando al suo amico d'infanzia Usami, al bel rapporto che avevano. I suoi ricordi son bruscamente interrotti quando è quai colpito da un razzo giocattolo lanciato da Nowaki. Appena saputo che è un insegnante il ragazzo, un orfano, chiede immediatamente a Hiroki di diventare il suo tutor, per aiutarlo con gli esami che sta svolgendo proprio in quel periodo. In seguito il ragazzo confessa al giovane professore d'essersi innamorato fin dal primo momento in cui lo vide; tutto quel che desidera al mondo è che ora anche Hiroki s'innamori di lui. Questa confessione turba Hiroki: scaccia il ragazzo imponendogli di andarsene e non disturbarlo più. Ma si rende ben presto conto di non riuscire più a smettere di pensare a Nowaki; finisce per spiarlo dal caffè di fronte a negozio di fuori dove egli lavora. Il ragazzo lo vede e decide di confrontarsi apertamente con lui: giunti che sono a casa di Hiroki, quest'ultimo finisce con l'ammettere di stare innamorandosi di Nowaki. L'episodio si conclude con una confessione d'amore reciproca, poi vanno a letto e finalmente fanno l'amore. |                |         |
| 4  | La paura spesso è più forte del pericolo stesso 「案ずるより生むが易し」 - Anzuru yori umu ga yasushi | 1º maggio 2008 |         |
| 4  | Takahashi scopre un altro libro BL scritto da Usami ed ispirato alla loro storia d'amore. Stanno per avbere un'accesa discussione, l'ennesima, quando giunge a trovarli l'editrice di Usami, Aikawa, sembra difatti che lo scrittore stia avendo delle difficoltà con il rispetto delle scadenze contrattuali; nel frattempo la donna sembra quasi suggerire che abbia una relazione romantica con Usami. Questa scoperta rende Takahashi incredibilmente geloso, chiedendosi al contempo se i sentimenti di lui nei suoi confronti siano davvero autentici: per l'agitazione comincia a svuotare la scatola di cioccolatini che Aikawa aveva portato come regalo, se li mangia tutti uno dopo l'altro. Sono molto buoni i cioccolatini al liquore, peccato però che rendano brilli: Takahashi non è certo abituato agli alcolici e si ubriaca. Si addormenta coccolando tra le braccia la camicia da notte di Usami. Lo scrittore si rende conto che il ragazzo alfine s'è innamorato di lui, anche se esternamente si rifiuta ancora d'ammetterlo. |                |         |
| 5  | Incontro, preludio di separazione 「会うは別れの始め」 - Au ha wakare no hajime | 8 maggio 2008  |         |
| 5  | Nowaki ritorna dall'America dopo un anno di permanenza lì per motivi di studio. Viene accolto abbastanza rudemente da Hiroki, credendo che il ragazzo se ne fosse andato via lasciandolo solo senza dirgli nemmeno una parola. Nowaki apprende che Hiroki è diventato assistente del professore di letteratura giapponese presso l'università Mitsuhashi. La mattina seguente Hiroki svegliandosi, trova un bigliettino di Nowaki con scritto "Torno subito" ma la sua agitazione cresce comunque. Hiroki si rende ben conto che non può continuare con questa continua sofferenza data dall'incertezza di non sapere quanto lui sia davvero importante per Nowaki. Gli lascia a sua volta una nota con scritto sopra: "È finita". Nowaki irrompe nell'ufficio dove lavora Hiroki e gli chiede spiegazioni, cercando per quanto possibile di ragionare con lui, ma sembra senza alcun esito favorevole. Gli dice d'andarsene, sebbene continui ad amarlo ancora molto, e lo caccia fuori dalla stanza. Nowaki lo avvisa che rimarrà fermo lì fino a quando non gli dirà una buona volta cos'è accaduto di male tra di loro. Purtroppo vede entrare poco dopo Miyagi, un collega di Hiroki, che lo saluta scherzosamente chiamandolo "mio dolce miele". È molto facile per Nowaki saltare automaticamente alle conclusioni sbagliate, pensare cioè che i due siano amanti. |                |         |
| 6  | Dopo la tempesta, verrà il sereno 「禍転じて福となす」 - Wazawai tenji te fuku to nasu | 15 maggio 2008 |         |
| 6  | Nowaki deve correre par andare a ricevere un'importante professore appena giunto dall'estero. All'aeroporto viene a sapere che il volo è in ritardo e gli tocca aspettare; aveva un appuntamento con Hiroki per discutere sulla situazione che s'era venuta a creare tra loro. Hiroki nel frattempo è andato al ristorante con un'ora d'anticipo ed attende inutilmente per tutto il pomeriggio. Nowaki finalmente è arrivato e si precipita all'interno, ma Hiroki se n'è già andato, credendo che ormai al ragazzo non importi più nulla di lui. In ufficio Miyagi sorprende Hiroki piangere e cerca di consolarlo, ma s'interrompe quando Nowaki irrompe all'interno della stanza: realizzando quale sia il vero rapporto intercorrente tra il collega e l'alunno e quali siano i motivi della disperazione di Hiroki, scaccia di malo modo Nowaki affermando che d'ora in poi s'occuperà lui dell'amico, e saprà anche farlo molto meglio d'un ragazzetto viziato ed egoista qual è lui. Hiroki sente tutto e insegue Nowaki ch'era scappato, lo insegue fino a che non riesce a raggiungerlo in biblioteca. Qui Nowaki ammette che avrebbe voluto davvero tanto essere il tipo d'uomo che fosse riuscito a rendere Hiroki felice, ed orgoglioso d'esserne l'amante. Hiroki crolla ed ammette d'amare alla follia il ragazzo: sdraiati in mezzo ai libri fanno l'amore come se fosse stata quella la prima volta per entrambi, dando tutto loro stessi, come fosse una questione di vita o di morte. Più tardi Hiroki trova tra gli effetti di Nowaki una busta piena di lettere scritte a lui ma mai spedite, dove descrive i veri sentimenti che prova nei suoi confronti, e che non era mai riuscito a confessargli prima. L'episodio si conclude con Hiroki che ricorda quando, in un momento di distrazione, era stato proprio lui a consigliare a Nowaki di andare a studiare per un periodo in America. |                |         |
| 7  | Un medico incapace può rendere inguaribile una ferita 「可愛い子には旅をさせよ」 - Kawaii ko ni ha tabi wo sase yo | 22 maggio 2008 |         |
| 7  | Takahashi sta nuovamente avendo un periodo difficile con Usami, prova difatti molta difficoltà ad immaginare se stesso come l'amante dello scrittore affermato, pur esseno già stato a letto assieme a lui ed avendo già ammesso che avrebbe potuto amarlo sinceramente. La risposta di Usami è quella d'invitarlo in un ristorante di lusso: qui incontrano un funzionario della casa editrice per cui lavora Usami, un certo Isaka, che inizia a raccontare storie riguardo a Usami. Takahashi si rende conto improvvisamente che sa davvero molto poco riguardo al passato dello scrittore, anzi proprio quasi nulla. Salgono poi sulla ruota panoramica e qui Takahashi rinfaccia ad Usami che Isaka conosceva della sua vita molto più di quanto sappia lui. L'uomo è sorprendentemente felice di venire a sapere che il ragazzo è geloso di lui e gli dice sottovoce ma ripetutamente che lo ama moltissimo: Takahashi cerca di bloccarne i movimenti ma le mani dell'uomo han già velocemente raggiunto le parti del corpo del ragazzo che più gl'interessano. Il mattino seguente Takahashi trova un lungo elenco di ristoranti scritto da Usami; capisce che l'amante ha speso molto tempo cercando di scegliere il posto migliore in cui andare e, commosso, va a ringraziarlo. Ma per imbattersi subito dopo nell'ennesimo romanzetto yaoi scritto da Usami ed ispirato alla loro storia d'amore. Una telefonata improvvisa di Takahiro: Usami informa il ragazzo che il fratello è appena tornato a Tokyo e sta arrivando per prendere con sé Misaki. |                |         |
| 8  | Lontano da casa non ci si deve vergognare di commettere errori 「旅の恥はかき捨て」 - Tabi no haji ha kaki sute | 29 maggio 2008 |         |
| 9  | I favori vanno ricambiati 「情けは人の為ならず」 - Nasake ha hito no tame nara zu | 5 giugno 2008  |         |
| 10 | Ragazzi, siate ambiziosi 「少年よ大志を抱け」 - Shōnen yo taishi wo dake | 12 giugno 2008 |         |
| 11 | Risulta facile tutto ciò che si compie spontaneamente 「好きこそものの上手なれ」 - Suki koso mono no jōzu nare | 19 giugno 2008 |         |
| 12 | Persino una conoscenza casuale può dirsi predestinata 「袖すり合うも他生の縁」 - Sode suri au mo tashōnoen | 26 giugno 2008 |         |

### Seconda stagione
| Nº | Titolo italiano (traduzione letterale) Giapponese 「Kanji」 - Rōmaji                                                 | In onda          | In onda |
| Nº | Titolo italiano (traduzione letterale) Giapponese 「Kanji」 - Rōmaji                                                 | Giapponese       |         |
| 1  | Ciò che accade una volta può accadere due volte 「一度あることは二度ある」 - Ichido arukotoha nido aru               | 11 ottobre 2008  |         |
| 2  | Ciò che accade due volte può accadere tre volte 「二度あることは三度ある」 - Nido arukotoha sando aru                | 18 ottobre 2008  |         |
| 3  | La terza volta è affascinante 「三度目の正直」 - Sandome no shōjiki                                                  | 25 ottobre 2008  |         |
| 4  | La bocca è la porta della sventura 「口は災いの元」 - Kuchi ha wazawai no moto                                       | 1º novembre 2008 |         |
| 5  | Molte verità si dicono scherzando 「嘘から出た実」 - Uso kara deta mi                                                | 8 novembre 2008  |         |
| 6  | Una foto vale più di mille parole 「百聞は一見に如かず」 - Hyakubun ha ikken ni                                      | 15 novembre 2008 |         |
| 7  | La vita spesso porta sfortuna nei momenti di grande felicità 「月に叢雲花に風」 - Gatsu ni murakumo hana             | 22 novembre 2008 |         |
| 8  | L'amore non segue la logica 「恋は思案の外」 - Koha shian no soto                                                    | 29 novembre 2008 |         |
| 9  | Dalla padella alla brace 「一難去ってまた一難」 - Ichinan satte mata ichinan                                         | 6 dicembre 2008  |         |
| 10 | Il matrimonio è deciso in cielo 「縁は異なもの」 - Heri ha kotona mono                                               | 13 dicembre 2008 |         |
| 11 | Odia il peccato, ma ama il peccatore 「其の罪を憎んで其の人を憎まず」 - Sono tsumi wo nikun de sono nin wo nikuma zu | 20 dicembre 2008 |         |
| 12 | Tutto è bene ciò che finisce bene 「終わり良ければ全て良し」 - Owari yoke reba subete yoshi                          | 27 dicembre 2008 |         |

### Terza stagione
| Nº | Titolo italiano (traduzione letterale) Giapponese 「Kanji」 - Rōmaji                                               | In onda           | In onda |
| Nº | Titolo italiano (traduzione letterale) Giapponese 「Kanji」 - Rōmaji                                               | Giapponese        |         |
| 1  | Tutte le cose belle finiscono 「花に嵐」 - Hana ni arashi                                                          | 8 luglio 2015     |         |
| 2  | Fallendo nel pianificare il piano fallisce 「遠慮なければ近憂あり」 - Enryōnakereba kin’yū ari                     | 15 luglio 2015    |         |
| 3  | Cercando il dente di gallina 「盲亀の浮木」 - Mouki no fuboku                                                      | 22 luglio 2015    |         |
| 4  | Dove c'è una volontà, c'è un modo 「石に立つ矢」 - Ishi ni tatsuya                                                 | 29 luglio 2015    |         |
| 5  | Anche il viaggio più lungo inizia con un singolo passo 「千里の道も一歩から」 - Senri no michi mo ippo kara        | 5 agosto 2015     |         |
| 6  | Un fulmine a ciel sereno 「青天の霹靂」 - Seiten no hekireki                                                       | 12 agosto 2015    |         |
| 7  | Il luogo più oscuro è sotto il candeliere 「灯台下暗し」 - Toudai moto kurashi                                     | 19 agosto 2015    |         |
| 8  | Una gelosia troppo calda può bruciare un uomo 「焼き餅焼くとも手を焼くな」 - Yakimochi yakutomo te wo yakuna       | 26 agosto 2015    |         |
| 9  | Una battaglia di nemici inconciliabili 「水火の争い」 - Suika no arasoi                                            | 2 settembre 2015  |         |
| 10 | Le ore sono come giorni per gli amanti che si separano 「縫いたいが情、見たいが病」 - Nuitai ga jō, mitai ga yamai | 9 settembre 2015  |         |
| 11 | Lavoro per amore 「恋には身をやつせ」 - Koi ni wa mi wo yatsuse                                                    | 16 settembre 2015 |         |
| 12 | Il vero amore è destino 「恋路は縁のもの」 - Koiji wa en no mono                                                   | 23 settembre 2015 |         |